# Mimi Gaspar
Mimi Gaspar (Lisboa, 1932), é uma actriz e cantora lírica portuguesa. Foi uma das fundadoras da Casa do Artista em Lisboa. 

## Percurso
Maria Luísa Martins Gaspar, conhecida como Mimi Gaspar, nasceu em Lisboa no dia 13 de Agosto de 1932.  A cantora Maria Andrea Gaspar era sua irmã. 
Estudou no Conservatório Nacional de Lisboa e começou a sua carreira artística com 13 anos na Emissora Nacional onde teve como colegas Maria Alice Ferreira, Maria Clara, Paula Ribas, Maria de Lourdes Resende, entre outros. 
Fez teatro, destacou-se no teatro de revista integrando o elenco de várias revistas onde trabalhou ao lado de nomes como Eugénio Salvador, Mirita Casimiro, Max, Canto e Castro e Ribeirinho. 
Em 1952 casou com o tenor e empresário Tomé de Barros Queiroz com quem irá trabalhar ao longo de vários anos.  Gravam discos juntos e actuam em vários espectáculos, quer em Portugal, quer em países como França, África do Sul, Bélgica, Inglaterra e o Brasil, onde permanecem durante 3 anos e se cruzam com Amália Rodrigues. 
Durante a sua estadia no Brasil, de 1956 a 1959, grava vários discos, actua no Rio de Janeiro não ao lado do marido como de artistas como João Villaret e participa em programas radiofónicos. 
Com o marido, Armando Cortez, Manuela Maria, Carmen Dolores e outros artistas funda a Casa do Artista que tem como objectivo apoiar artistas idosos e onde a sua irmã, a cantora Maria Andrea Gaspar, morre no dia 3 de Fevereiro de 2021 de covid-19. 

## Teatro
Trabalhou como actriz nas peças: 
- Pátio das Camélias

- O Chapéu de Palha de Itália

- A Sogra de Luís XV
- A vida é bela (comédia)

Trabalhou no teatro de revista em peças como: 
- Eva do Paraíso, no teatro Apolo [14]

- Lisboa  Antiga [15]

- Por Causa Delas [16]
- Aqui é Portugal, no Teatro Sá da Bandeira [17]

- Arraial em Lisboa [18]
- Parada da alegria, no Teatro Maria Vitória [19]
- Agora é que ela vai boa, no Teatro Apolo [20]
- A Grande Mina [21]

E em operetas: 
- Passarinho da Ribeira

- Rosa Brava

- Campinos, Mulheres e Fado, do autor Lobo Pimentel, no Teatro Capitólio [22]
- A Nazaré [6][23]

Também actuou em folhetins radiofónicos, nomeadamente em:
- Simplesmente Maria [24]

## Discografia
Entre os discos que gravou encontram-se: 
- Noite de marchas em Lisboa [27]
- Mimi Gaspar & Tomé de Barros Queiroz (compilação) [28]
- TIC-TAC [29][30]
- Alecrim [31][32]
- Alfama Embandeirada [33][34]
- Canta Cidade  (com Tristão da Silva e Belo Marques) [35]

## Ligações Externas
- As Rainhas do Rádio – Parte I: António Sala entrevista Mimi Gaspar, Júlia Barroso, Maria de Fátima Bravo e Simone de Oliveira

- Mimi Gaspar e Tomé Barros Queirós entrevistados por Júlio Isidro no programa Inesquecível

- MIMI Gaspar por João Carlos Callixto: Prenda de Natal (1962)

- Mimi Gaspar - O Petiz do Realejo (Official Audio) (1963)

- Mimi Gaspar - "Tudo é Samba"